# 黎塞留公爵

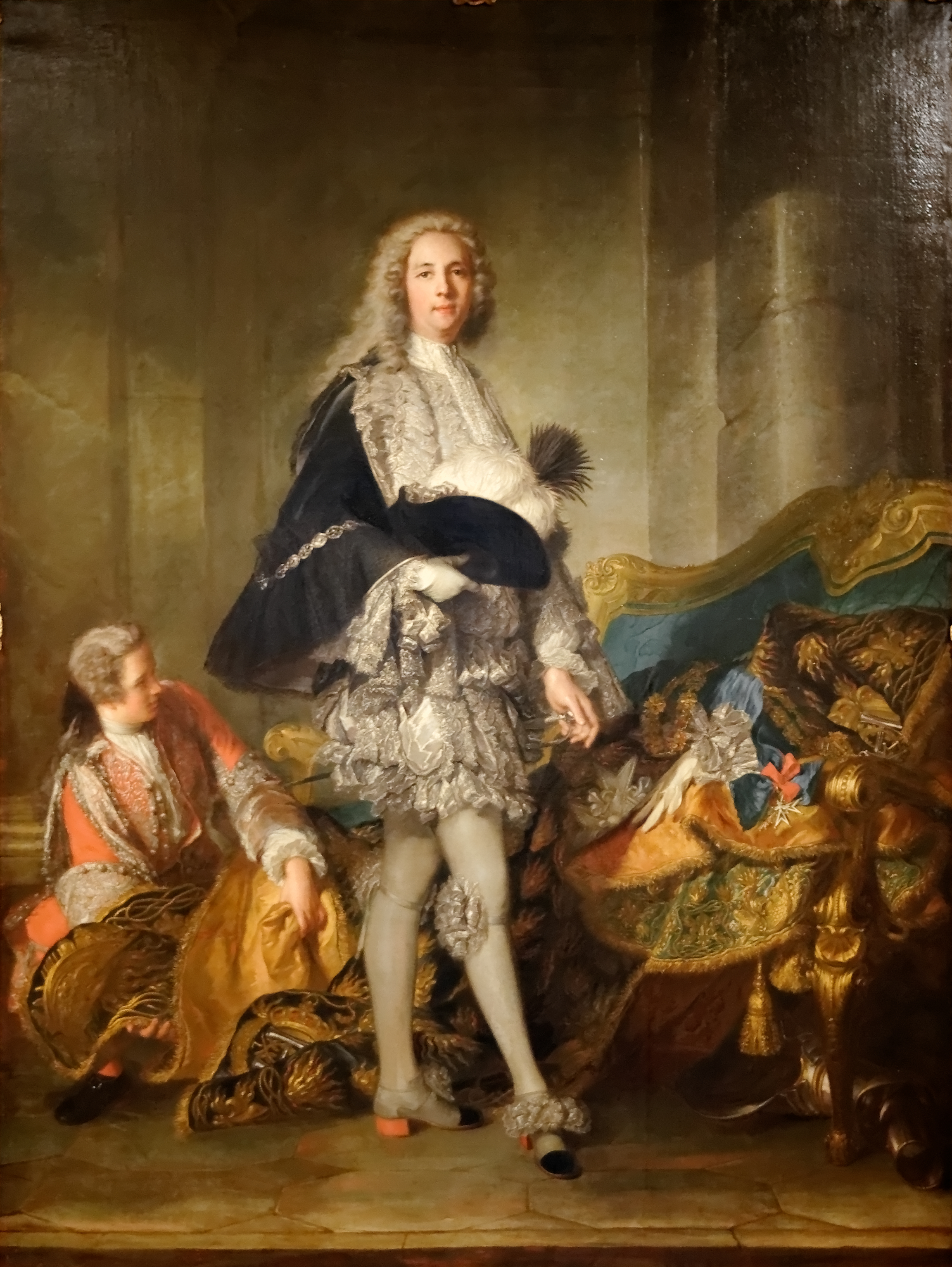
黎塞留公爵

黎塞留公爵（也譯李希留、利希留，Duc de Richelieu），法國貴族，1629年授予当时的首相黎塞留枢机。他妹妹的后代继承了他的爵位。黎塞留是普瓦图一个小领主的后代。

## 历代黎塞留公爵
1. 1629年—1642年：阿尔芒·让·迪·普莱西，第一代黎塞留公爵 （Armand Jean du Plessis, cardinal, 1er duc de Richelieu，1585年—1642年），路易十三时代的法国首相
2. 1657年—1715年：阿尔芒·让·德·维涅罗·迪·普莱西，第二代黎塞留公爵 （Armand Jean de Vignerot du Plessis, 2e duc de Richelieu，1639年—1715年），黎塞留的妹妹弗朗索瓦丝与丈夫雷内·德·维涅罗之孙
3. 1715年—1788年：路易·弗朗索瓦·阿尔芒·德·维涅罗·迪·普莱西，第三代黎塞留公爵 （Louis François Armand de Vignerot du Plessis, 3e duc de Richelieu，1696年—1788年），前者之子，法国元帅
4. 1788年—1791年：路易·安托万·索菲·德·维涅罗·迪·普莱西，第四代黎塞留公爵 （Louis Antoine Sophie de Vignerot du Plessis, 4e duc de Richelieu，1736年—1791年），前者之子
5. 1791年—1822年：阿尔芒·埃马努埃尔·德·维涅罗·迪·普莱西，第五代黎塞留公爵 （Armand Emmanuel de Vignerot du Plessis, 5e duc de Richelieu，1766年—1822年），前者之子，复辟时期的法國外交部长和法国首相
6. 1822年—1879年：阿尔芒·弗朗索瓦·奥德·德·拉·沙佩尔·德·圣-让·德·儒米亚克，第六代黎塞留公爵 （Armand François Odet de La Chapelle de Saint-Jean de Jumilhac, 6e duc de Richelieu，1804年—1879年），阿尔芒·埃马努埃尔之妹辛普丽西埃与儒米亚克侯爵之子
7. 1879年—1880年：马里·奥德·理夏尔·阿尔芒·德·拉·沙佩尔·德·圣-让·德·儒米亚克，第七代黎塞留公爵 （Marie Odet Richard Armand de La Chapelle de Saint-Jean de Jumilhac, 7e duc de Richelieu，1847年—1880年），前者的侄子
8. 1880年—1952年：马里·奥德·让·阿尔芒·德·拉·沙佩尔·德·圣-让·德·儒米亚克，第八代黎塞留公爵 （Marie Odet Jean Armand de La Chapelle de Saint-Jean de Jumilhac, 8e duc de Richelieu，1875年—1952年），前者之子

1952年，黎塞留公爵家族绝嗣，公爵称号废除。